# Plagiognathus chrysanthemi

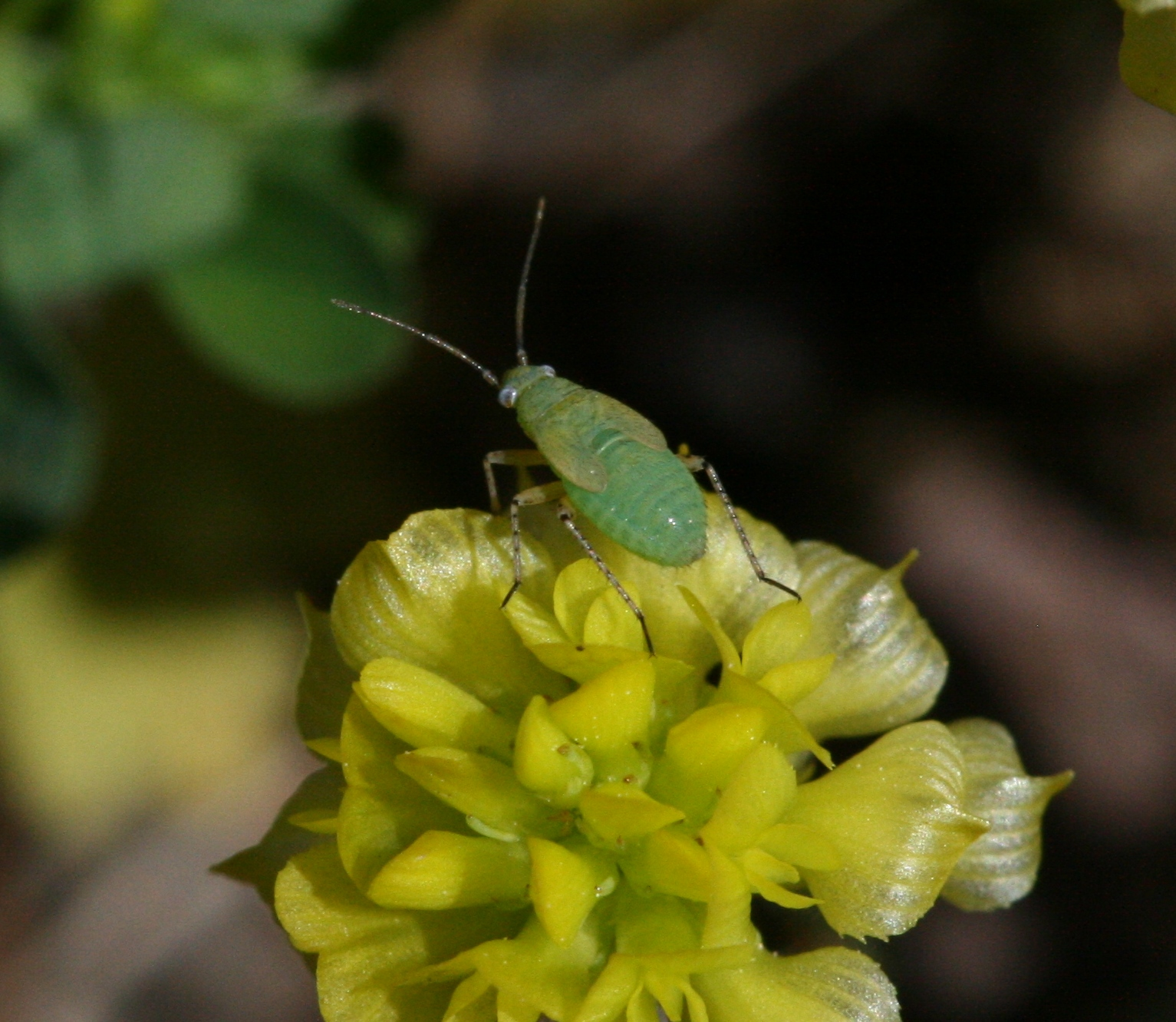
Plagiognathus chrysanthemi, Nymphe

Plagiognathus chrysanthemi ist eine Wanzenart aus der Familie der Weichwanzen (Miridae).

## Merkmale
Die Wanzen werden 3,1 bis 4,1 Millimeter lang. Sie haben eine grünliche Grundfarbe und sind auf der Oberseite dicht mit dunklen Härchen besetzt. Die Dornen an den Schienen (Tibien) sind dunkel und entspringen aus schwarzen Punkten. Die Schenkel (Femora) der Hinterbeine sind blass gefärbt und dunkel gefleckt. Die Fühler sind charakteristisch gefärbt.

## Vorkommen und Lebensraum
Die Art ist in fast der gesamten Paläarktis verbreitet und wurde durch den Menschen auch in Nordamerika eingeschleppt. Sie tritt in Deutschland und Österreich überall auf und ist sehr häufig. In den Alpen steigt sie bis etwa 1700 Meter Seehöhe.
Besiedelt werden, im Wesentlichen unabhängig von der Bodenbeschaffenheit, trockene bis mäßig feuchte, offene Lebensräume mit artenreicher Krautschicht. Die Art meidet saure und nährstoffarme Extremlebensräume.

## Lebensweise
Plagiognathus chrysanthemi saugt an krautigen Pflanzen und ist wie auch Plagiognathus arbustorum sehr polyphag und ernährt sich von sehr vielen verschiedenen Wirtspflanzen. Zu diesen zählen Arten aus vielen verschiedenen Pflanzenfamilien, zu denen auch Korbblütler (Asteraceae) und Hülsenfrüchtler (Fabaceae) zählen. Die Wanzen saugen vor allem an den unreifen Reproduktionsorganen der Pflanzen. Die Nymphen treten im Mai und Juni auf, die Adulten der neuen Generation ab Anfang Juni bis vereinzelt bis in den September hinein. Die Weibchen stechen ihre Eier im Juli und August in die Stängel ihrer Wirtspflanzen ein.

## Belege